# The Lucky One (Uku Suviste)
The Lucky One è un singolo del cantante estone Uku Suviste, pubblicato il 7 dicembre 2020 su etichetta discografica DTC Music.
Il brano è stato selezionato per rappresentare l'Estonia all'Eurovision Song Contest 2021.

## Descrizione
Con la sua vittoria a Eesti Laul 2020, Uku Suviste era stato inizialmente selezionato per rappresentare il suo paese all'Eurovision Song Contest 2020 con la canzone What Love Is, prima della cancellazione dell'evento. L'emittente televisiva ERR ha successivamente confermato la scelta di non riselezionare il cantante internamente, ma di invitarlo alla successiva edizione dell'annuale Eesti Laul. Il cantante per l'occasione ha presentato The Lucky One, con cui ha trionfato nella finale del 6 marzo 2021, diventando di diritto il brano estone per l'Eurovision Song Contest 2021.
Nel maggio successivo, Uku Suviste si è esibito nella seconda semifinale eurovisiva, piazzandosi al 13º posto su 17 partecipanti con 58 punti totalizzati e non qualificandosi per la finale.

## Tracce
Testi e musiche di Uku Suviste, Dīmītrīs Kontopoulos e Sharon Vaugh.
1. The Lucky One – 3:02